# Objectiu mortal
Objectiu mortal (títol original en anglès: Wrong Is Right) és una pel·lícula dels Estats Units de Richard Brooks estrenada el 1982, amb Sean Connery com a protagonista. Ha estat doblada al català.

## Argument[2]
Una sàtira d'una agència de comunicació estatunidenca, Covert Agencies, i del sistema polític. El robatori de dues maletes amb armes nuclears, i la seva venda a un grup terrorista, porta al periodista de TV Patrick Hale (Sean Connery), els reportatges del qual són seguits diàriament per milions de persones, a una caça internacional per perseguir-los, i per descobrir el laberint que serpenteja la implicació aparent d'agències governamentals dels EUA, i que afecta el president, al vicepresident, al director de la CIA i que pot desencadenar la III Guerra Mundial.

## Repartiment
- Sean Connery: Patrick Hale
- George Grizzard: president Lockwood
- Robert Conrad: general Wombat
- Katharine Ross: Sally Blake
- G.D. Spradlin: Philindros
- John Saxon: Homer Hubbard
- Henry Silva: Rafeeq
- Leslie Nielsen: Mallory
- Robert Webber: Harvey
- Rosalind Cash: Mrs. Ford
- Hardy Krüger: Helmut Unge